# Fouzi Al-Shehri
Fouzi Al-Shehri (15 maggio 1980) è un ex calciatore saudita, di ruolo centrocampista.

## Carriera

### Club
Ha giocato per sette anni nell'Al Ahli.

### Nazionale
Nel 1999 ha partecipato ai Mondiali Under-20.
Ha partecipato alla spedizione saudita ai mondiali 2002, giocando 2 partite.